# Élisabeth Joulia
Élisabeth Joulia, née le 30 juillet 1925 à Riom et morte le 11 août 2003 à Bourges, est une céramiste française. Dès les années 1950, elle a contribué à libérer la céramique de la tradition pour construire des formes organiques d’une grande sensualité qui naissent de son regard sur la nature et se renouvellent sans cesse au fil de ses recherches et de sa vision intime du monde.

## Biographie
De 1945 à 1947, Élisabeth Joulia est élève à l’École municipale des Beaux-arts de Clermont-Ferrand. En 1947, elle rejoint l’École des Beaux-Arts de Paris où elle étudie la fresque. Cet art étant à l'époque considéré comme uniquement masculin, elle s’inscrit en juin 1948 à l’École nationale des Beaux-arts de Bourges pour y suivre les cours de céramique de Jean Lerat.
Cette rencontre avec Jean Lerat, dont l’atelier est installé dans le village de céramistes de La Borne est déterminante. Le 10 avril 1949, elle rend visite à son maitre à La Borne. Le soir même, elle s’installe dans un atelier désaffecté[réf. nécessaire] et ne quittera plus le village jusqu’à sa disparition.
Jusque dans les années 1960, Les créations de Joulia sont des corps organiques qui font penser à des volatiles, à des mammifères  et dont la fonction s’efface devant la forme sculpturale. Les engobes déposés sur le grès  prennent, après la cuisson dans le four à bois, l'aspect de pierres, de mousses, d'écorces, ou de lichens.
En 1955-1956, elle crée des déesses et des dieux dont les formes primitives  annoncent  son attirance pour les civilisations orientales.
Dès 1961, Joulia se consacre à la sculpture : ses formes en béton expansé et des sculptures abstraites en grès dans le cadre d’un contrat signé en 1961 avec l’architecte Georges Breuil, s’inscrivent dans les courants des sculpteurs de son époque  comme Jean Arp, Barbara Hepworth, ou Alicia Penalba. Ce sont des constructions architecturées  qui présentent des faces pleines, d'autres creuses  avec des ouvertures ovoïdes d’une grande douceur.
Joulia mène une vie austère, rejetant la société de consommation. Elle  apporte «une attention profonde à la nature qui, par ses formes inépuisables, reste source constante de similitudes, de symboles à la façon des hiéroglyphes. Pour comprendre, il faut oublier et se souvenir.» 
L'observation de la nature inspire son travail de sculptrice : à la fin des années 1960 et au début des années 1970, elle modèle  des sculptures qui  cherchent à saisir l'essence de la nature sans la reproduire, qu'elle nomme Châtaignes, Champignons, Forêts, ou Roses. Ces formes aux rondeurs sensuelles  présentent  des textures d'une grande douceur au toucher.
Au début des années 1970, elle modèle des Amandes. Ce sont des grands vases ovales enveloppés de peaux superposées dont les différentes textures apparaissent autour de l’ouverture, chacune étant découpée et laissant voir sous son épiderme un derme encore plus délicat.
À partir de 1973, les sculptures montrent un nouveau tournant dans les recherches : les formes sont inspirées de la nature et en même temps du corps féminin. On peut évoquer un érotisme éthéré, même si elle s’en défend. En 1975, elle crée une série de sculptures en grès blanc : elle se concentre sur l’expression des volumes et cherche à construire des sculptures « lumineuses et  transparentes». Durant cette période, elle réalise également de nombreux travaux d’architecture.
Après 1978, Joulia explore de nouvelles voies. Elle imprègne l’argile d’éléments issus de la nature : des fougères, des prêles et d’autres plantes qu’elle ramène de la forêt. Elle s'intéresse de plus en plus aux civilisations primitives et trace sur des plaques  ou des vases, des sillons, des signes, des fragments d'écritures anciennes. Elle mène des recherches sur  la philosophie et les pratiques orientales. Elle envisage de voyager en Afrique et au Moyen-Orient à la recherche de civilisations non altérées par la société de consommation. Ces  recherches sont momentanément interrompues par l’organisation de la rétrospective de son travail au musée de Saint-Amand-les-Eaux en 1983. Elle crée durant cette période des œuvres monumentales : les Grands-pères, en hommage à ses aïeuls, qui rappellent les sculptures mégalithiques de l’île de Pâques. Chacune d’entre elles porte le prénom d’un de ses grands-pères qu’elle a pu identifier depuis la fin du 18e siècle. Elle modèle également des formes organiques percées d’orifices : les Insondables.
Dans les années 1985-1990, elle entreprend ses grands voyages d’hiver. Vivant au rythme des saisons et des migrations des grues dont elle note dans ses carnets les passages à La Borne, Joulia quitte sa maison glacée pendant plusieurs mois et cherche dans l'oasis du Fayoum en Égypte un accord avec un monde dépouillé d’artifices. Elle crée des nouvelles sculptures, les Lingams s’inspirant des temples hindous. Des Terres cuites enfumées ont pour origine  la découverte de poteries en terre cuite africaines au musée du Caire, ou celle d'objets utilitaires issus des traditions locales. Joulia poursuit sa quête spirituelle au Soudan en 1997 et 1998, éprouvant une fascination pour le désert et les pierres qu'elle y trouve. Elle crée alors  des volumes acérés  en grès dans lesquels elle enchâsse des lames de pierre brute qui symbolisent le cycle de la matière et du temps : ses sculptures ou les vases en argile reprennent la consistance de la  "pierre" après la cuisson à 1300° et sont fermés par une lame de pierre ramenée du désert..
En 2003, elle prépare une exposition pour la Galerie Capazza, en compagnie des quatre autres géants du grès de cette époque : Jean et Jacqueline Lerat, Yves Mohy et Robert Deblander. Elle meurt le 11 août 2003 à l’hôpital de Bourges, durant l’été caniculaire.

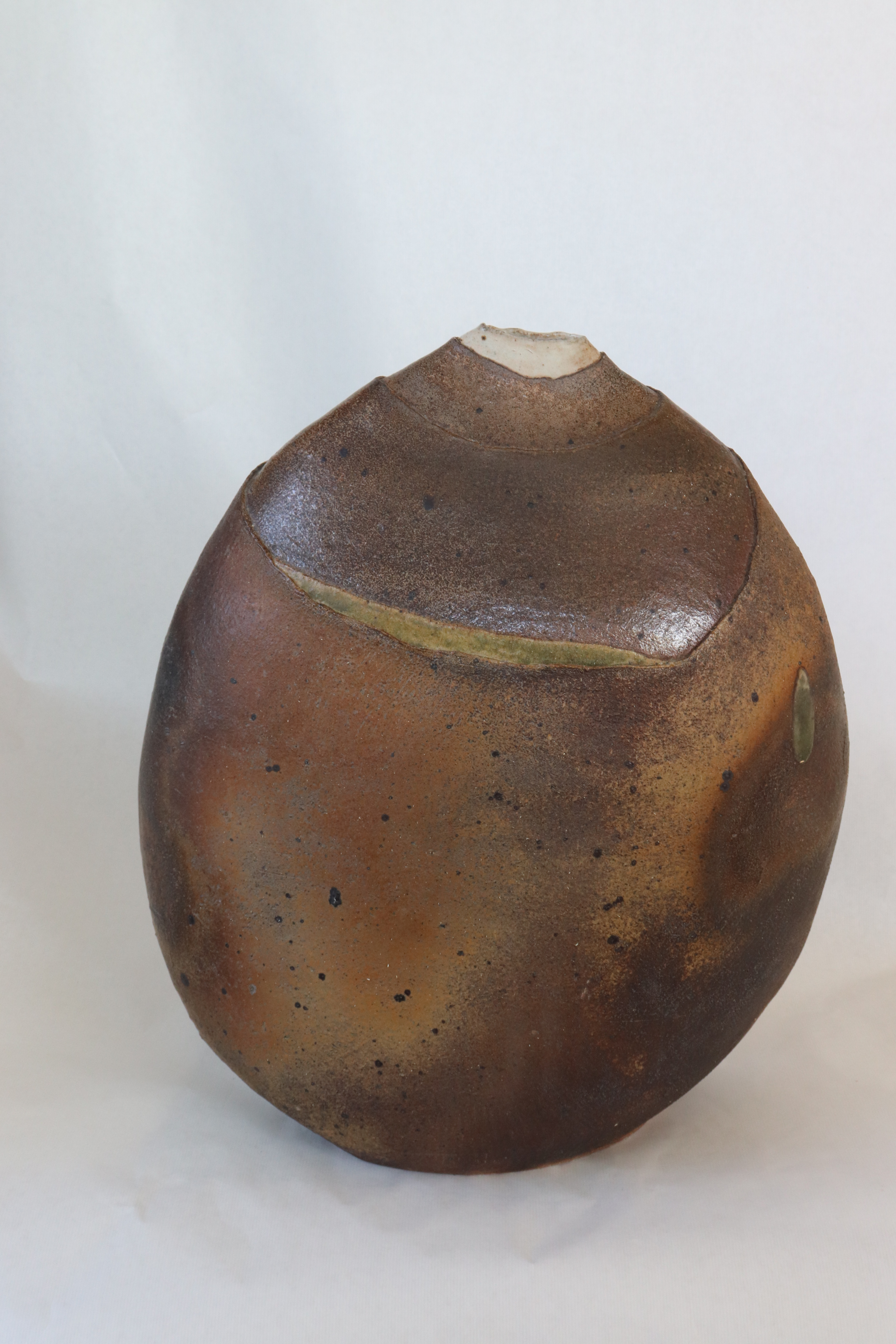
Grande amande (1973)

## Techniques
Joulia utilise la terre noire de La Borne pouvant cuire jusqu’à 1300°. C’est une argile qui a des qualités naturelles rares et se passe d’adjonction de produits industriels.
Elle collecte également toutes sortes d’argile lors de ses voyages et utilise des terres à porcelaine. Pour elle, la terre est une matière vivante, sacrée. Elle la travaille avec une grande douceur, beaucoup d’attention et de précautions et ne la cache pas sous des émaux rutilants : « Les formes organiques vivantes apparaissent comme des êtres naturels qui naissent et croissent dans un processus continu. C’est d’une extrême importance que l’aspect terre, c’est-à-dire la propriété de la matière vivante, s’exprime. Une céramique doit pouvoir être lue lorsque la terre est traitée comme un être humain et non comme un matériau mort, caché derrière un émail épais».
Elle utilise le tour pour les pièces utilitaires mais elle préfère le colombin : ce sont des rouleaux de terre malaxée et échafaudés en colimaçons puis lissés. Elle couvre ces pièces d’engobes composés de différentes sortes de terres ramassées autour de La Borne ou au cours de ses voyages. L’émail traditionnel est remplacé par de la cendre lavée et tamisée. Les cendres de bois et celles d’herbes composent une infinie palette pour ses recherches. Elle jette parfois du gros sel dans la gueule du four en fin de cuisson, à 1280°, pour ajouter une glaçure proche de la pâte de verre. Pour la cuisson des pièces, elle utilise un four type Sèvres à deux alandiers, il lui arrive de cuire dans des grands fours pour les sculptures monumentales. La durée de la cuisson varie entre 14 et 18 heures. Joulia fait également des expériences de terres de faïence enfumées en extérieur, dans des cuissons primitives.

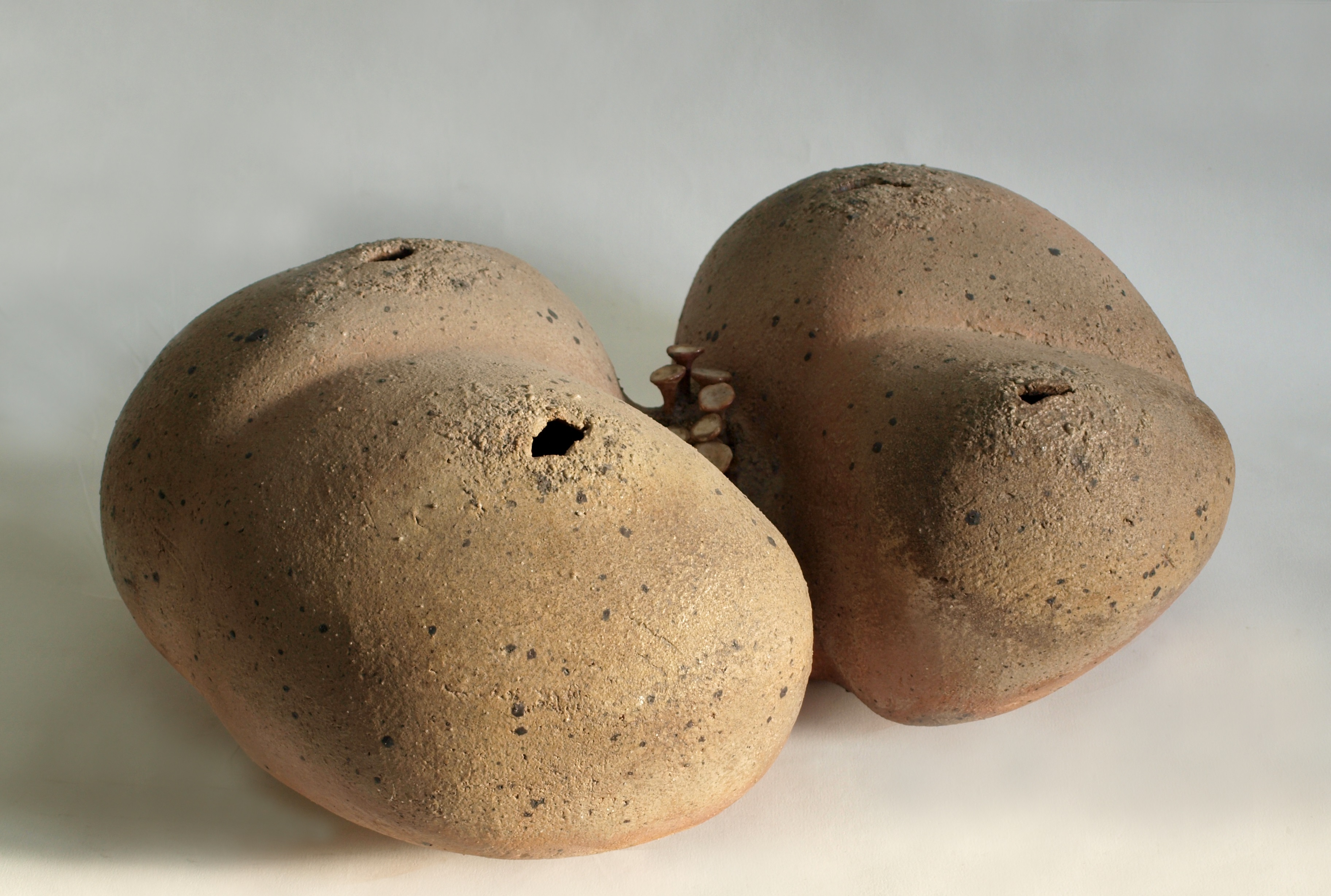
"Paysage pour la naissance d'une forêt" (1976)

## Œuvres dans les collections publiques

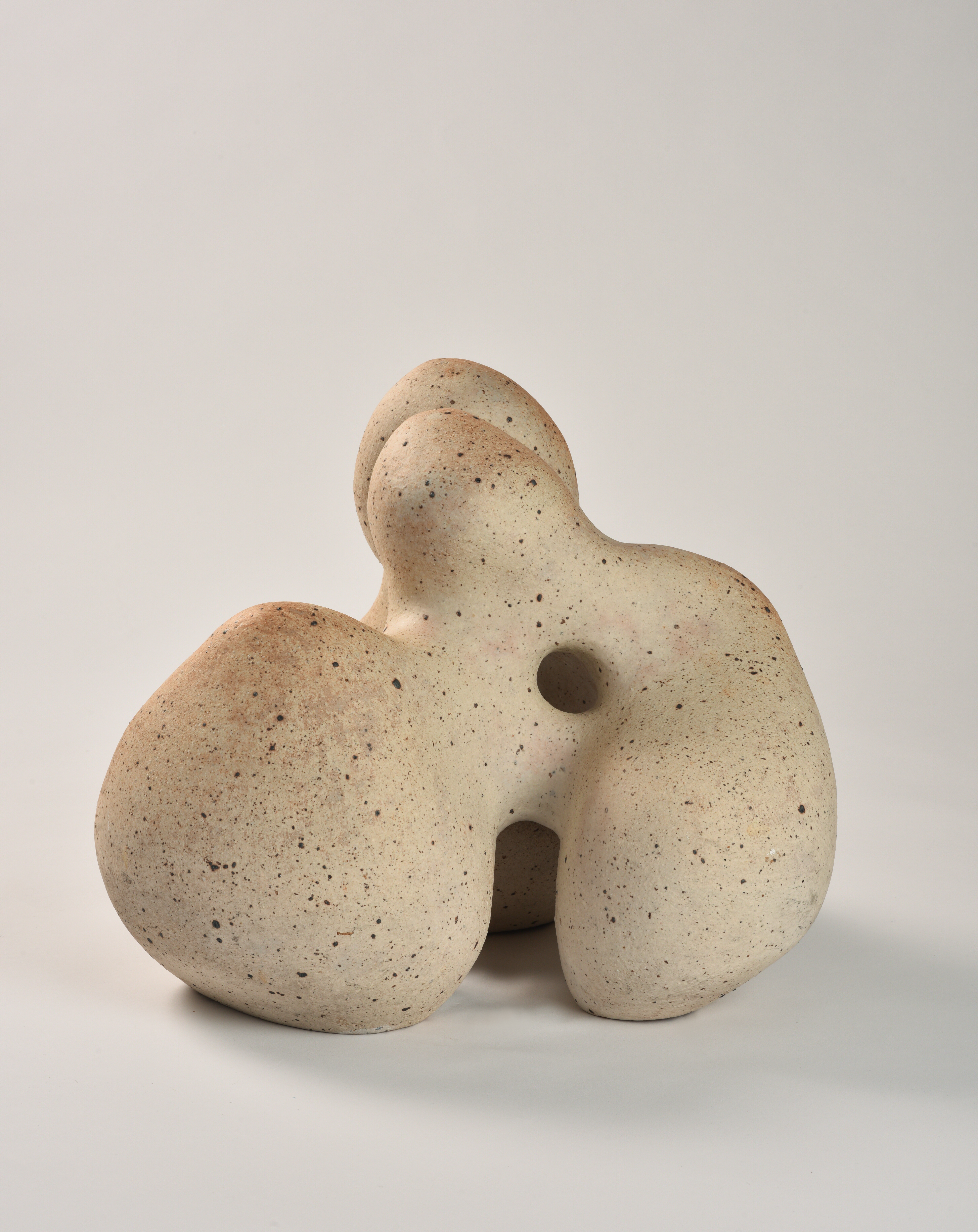
Tendresse complice, sculpture grès blanc (1975), Cuisson bois 1300°. dimensions : 30,5 x 35 X 34 cm

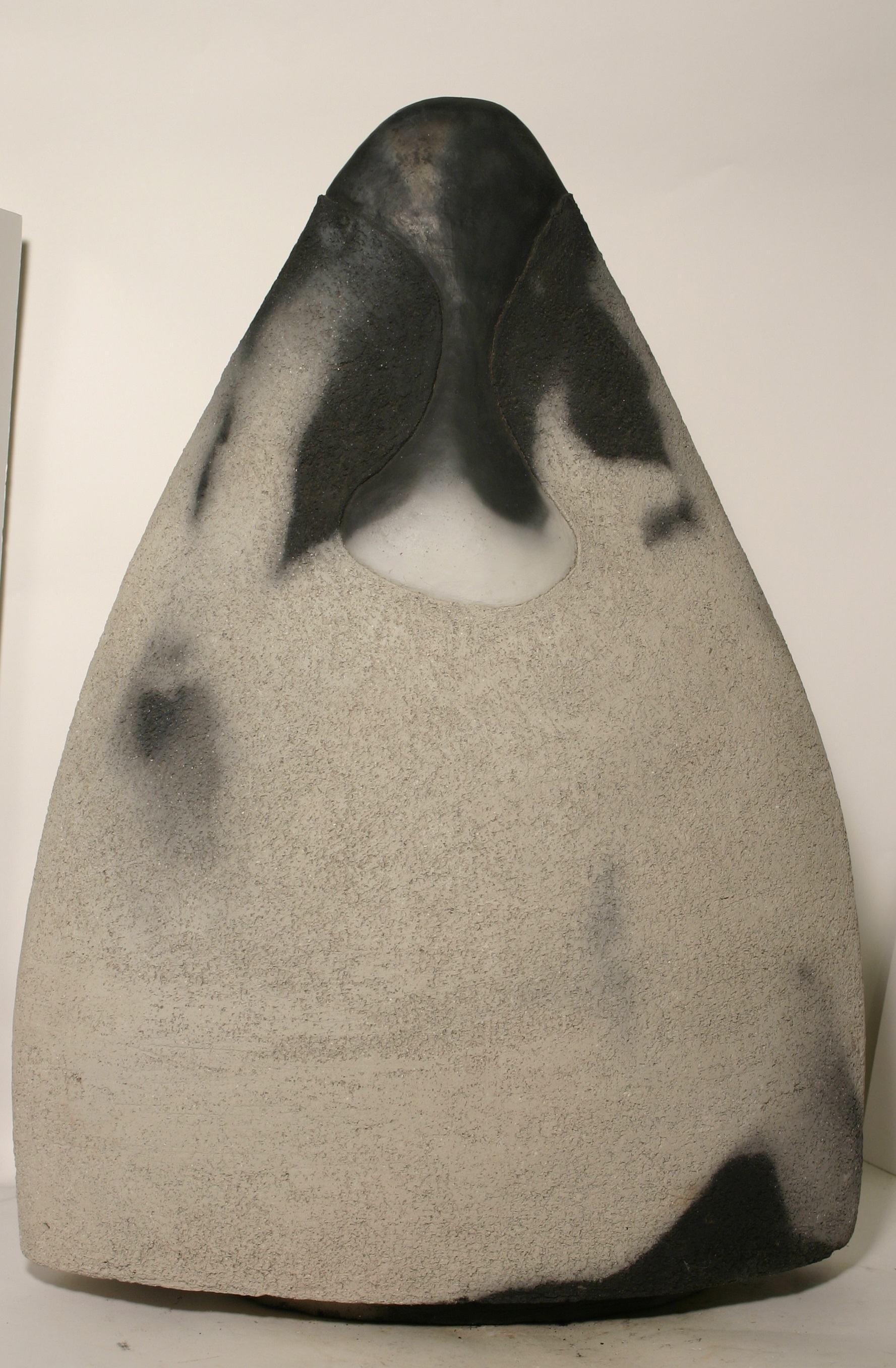
Sculpture Lingam (1986)

Les œuvres  de Joulia ont été acquises par de grands collectionneurs et par les musées suivants

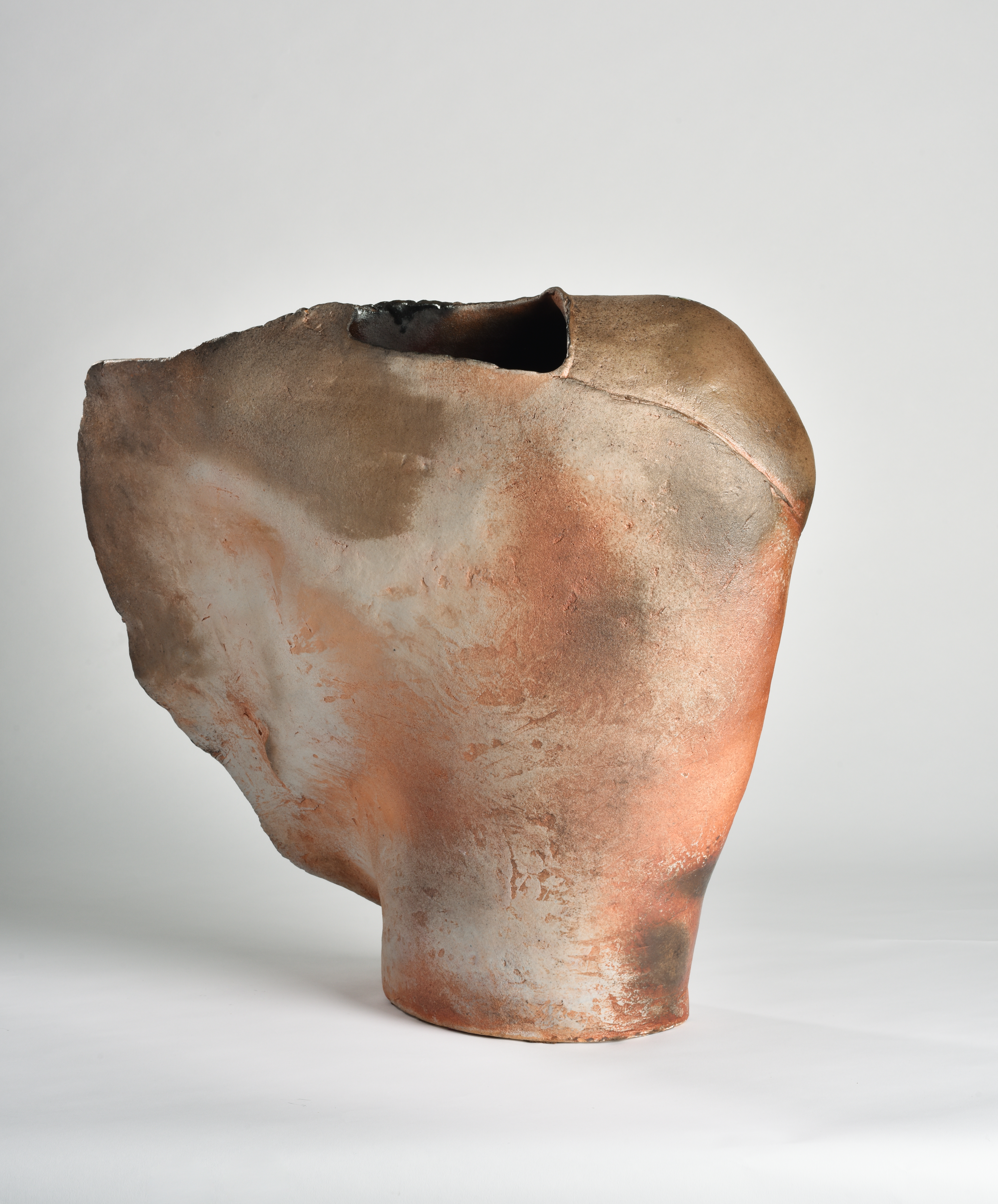
La grande aile qui s'envole (1985)

Musée de Saint-Amand-les-Eaux, musée du Berry, à Bourges, Musée de la poterie de La Borne, musée des Arts décoratifs à Paris, musée national de céramique de Sèvres, musée Joseph Déchelette à Roanne, musée de la Céramique à Vallauris, musée Ariana à Genève (Suisse), musée Bellerive à Zurich (Suisse), Musée national de Kyoto (Japon), Ville de Fribourg (RFA), musée de Darmstadt (RFA), musée de Stuttgart (RFA), musée de Faenza (Italie).

## Bibliographie

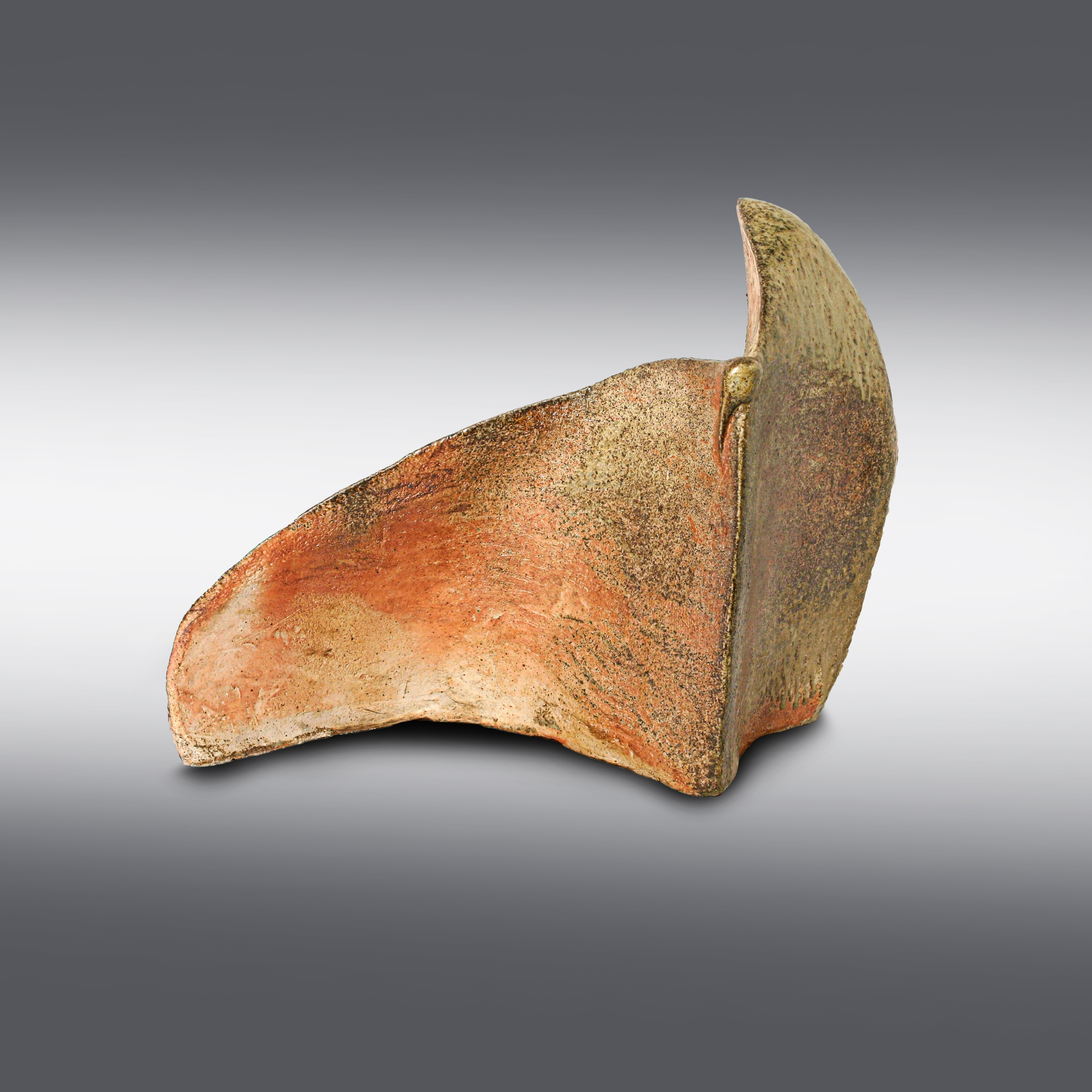
L'oiseau (2003)

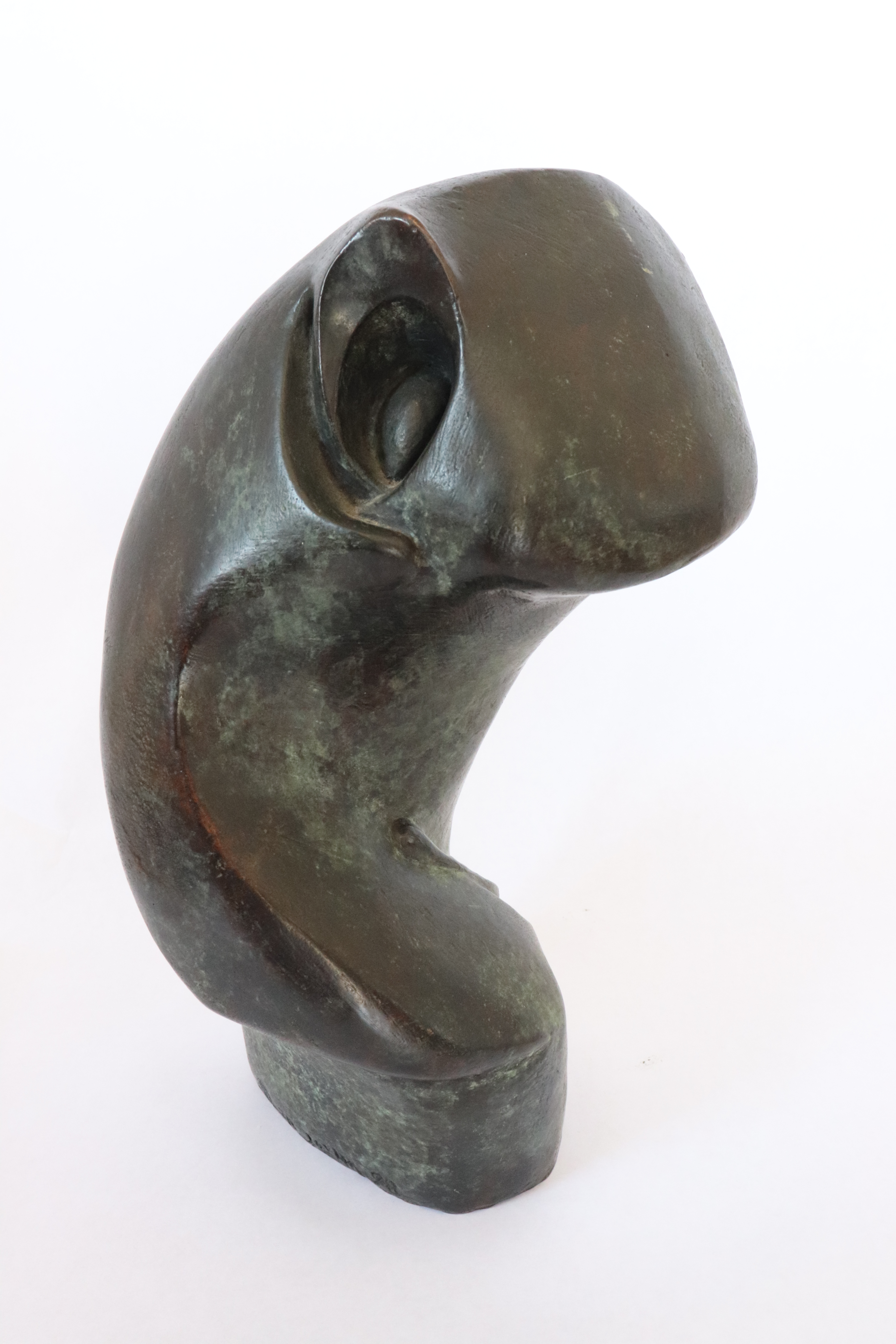
sculpture Bronze 2000